# Jonas Reinsch
Jonas Reinsch (* 18. August 1984) ist ein deutscher Schauspieler, der Ende der 1990er Jahre und Anfang der 2000er Jahre in Fernsehserien auftrat.

## Leben
Reinsch wurde am 18. August 1984 geboren. Von 1996 bis 1997 war er in insgesamt 32 Episoden der NDR-Kinderserie Neues vom Süderhof in der Rolle des Patrick Hennings zu sehen. In der Fernsehserie Die Kinder vom Alstertal war er von 1998 bis 2001 in insgesamt drei Episoden in verschiedenen Rollen zu sehen. Anschließend zog er sich aus der Filmschauspielerei zurück.

## Filmografie
- 1996–1997: Neues vom Süderhof (Fernsehserie, 32 Episoden)
- 1998–2001: Die Kinder vom Alstertal (Fernsehserie, 3 Episoden, verschiedene Rollen)